# Trentepohlia (Trentepohlia) marmorata
Trentepohlia (Trentepohlia) marmorata is een tweevleugelige uit de familie steltmuggen (Limoniidae). De soort komt voor in het Oriëntaals gebied.